# Фоні Брефет
Фоні Брефет — один з 6 районів округу Західний Гамбії. Населення — 11 411 (2003). Фульбе — 9,59 %, мандінка — 29,46 %, 50,45 % — Діола (1993).